# Alexandria (bande originale)
 (octobre 2020).
Albums de Ludovico Einaudi
Eden Roc
(1999) I giorni
(2001)
Alexandria ou Alexandreia, est la bande originale du film grec Alexandreia, réalisé par Maria Ilioú et projeté en salle en 2001. Compositions du pianiste et compositeur italien Ludovico Einaudi.

## Bande originale
La bande son, tout comme le film, raconte la vie sentimentale de Nina à travers celle de sa mère, cantatrice, au passé amoureux douloureux et qu'un voyage à Alexándria va réveiller, bouleversant sa propre vie.
Les principaux titres, avec beaucoup de variantes, sont pour piano solo ou piano et ensemble à cordes.
- les titres 17 et 25 sont un extrait des Noces de Figaro de Wolfgang Amadeus Mozart.
- les titres 21 et 26 des Préludes Opus 28 de Frédéric Chopin.
- le titre 22 est extrait de Roméo et Juliette de Charles Gounod.
- le titre 18 (Be Mine Tonight) est un arrangement d'après Andy Williams sur l'original de Maria Teresa Lara (Noche de Ronda)[3].
- les titres 19 et 28 (Domino), sont un air de Louis Ferrari, Don Raye & Jacques Plante.
- le titre 20 (Si tu vois ma mère), est un morceau jazz de Sidney Bechet et Jean Broussolle.
- le titre 23 (Maohma Xopoy) est un classique grec.
- le titre 24 (Tarentella) est un air traditionnel italien.
- le titre 27 (Raspa) est un air mexicain originaire de Veracruz.

L'album est sorti dans les bacs en 2002,.

## Pistes
1. Alexandria – (3:02)
2. Nina – (1:05)
3. Una storia d'amore I – (2:11)
4. La prima bicicletta – (1:00)
5. Canzone africana I – (1:01)
6. I campi di cotone I – (1:10)
7. La gelosia – (1:39)
8. La seconda bicicletta – (1:03)
9. Una storia d'amore II – (1:40)
10. L'incubo di Elena – (1:15)
11. L'angoscia – (1:26)
12. La terza bicicletta – (2:44)
13. Una storia d'amore III – (1:32)
14. L'incontro – (1:05)
15. Canzone africana II – (0:50)
16. Campi di cotone II – (3:52)
17. Voi che sapete I – (1:01) (Wolfgang Amadeus Mozart)
18. Be Mine Tonight – (2:37) (composition Maria Teresa Lara)
19. Domino I – (2:02) (Louis Ferrari, Don Raye & Jacques Plante)
20. Si tu vois ma mère – (1:26) (Sidney Bechet et Jean Broussolle)
21. Préludes (Op. 28 v.4) – (1:03) (Frédéric Chopin)
22. Je vais vivre – (1:01) (Charles Gounod)
23. Maohma Xopoy – (0:59) (trad. Grèce)
24. Tarantella – (1:30) (trad. Italie)
25. Voi che sapete II – (1:48) (Wolfgang Amadeus Mozart)
26. Préludes (Op. 28 v.4) – (1:03) (Frédéric Chopin)
27. Raspa – (1:30) (trad. Mexique)
28. Domino II – (2:24) (Louis Ferrari, Don Raye & Jacques Plante)